# St. Gordian und Epimachus (Unterroth)

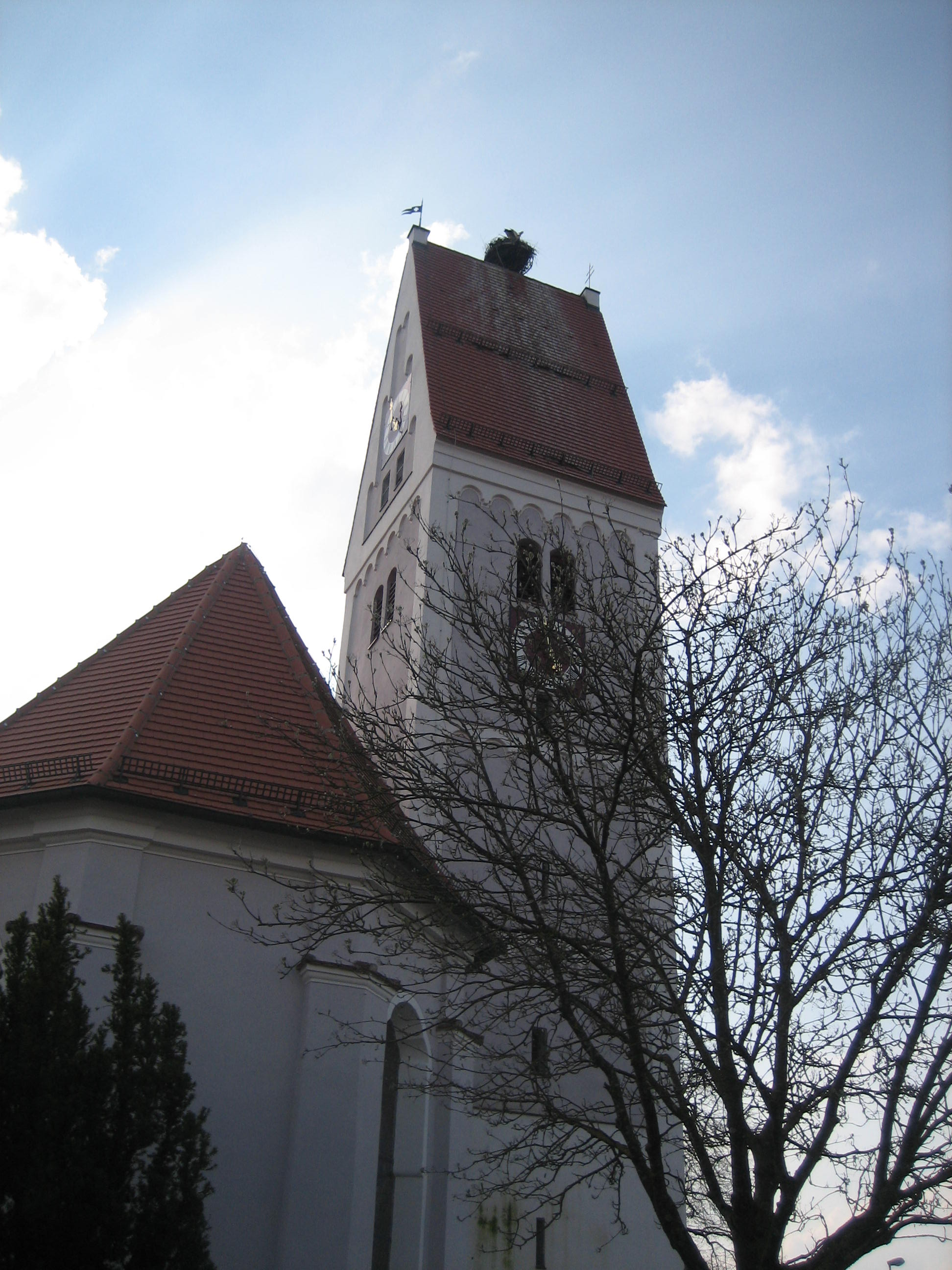
St. Gordian und Epimachus in Unterroth

Die römisch-katholische Pfarrkirche St. Gordian und Epimachus steht in Unterroth, einer Gemeinde im schwäbischen Landkreis Neu-Ulm von Bayern. Das Bauwerk ist in der Liste der Baudenkmäler in Unterroth als Baudenkmal unter der Nr. D-7-75-161-1 eingetragen. Die Pfarrei gehört zum Dekanat Neu-Ulm des Bistums Augsburg.

## Beschreibung
Die Saalkirche besteht aus einem Langhaus, einem eingezogenen, dreiseitig geschlossenen Chor im Osten, die beide 1750 nach einem Entwurf von Johann Georg Beer neu gebaut wurden. Das Langhaus wurde 1922 nach Westen verlängert und mit beidseitigen Anbauten für das Vestibül und den Treppen zu den Emporen erweitert. Die Sakristei steht an der Südwand und der Chorflankenturm an der Nordwand des Chors. Der Innenraum des Langhauses ist mit einer Flachdecke überspannt, die auf Pilastern an den Ecken über Konsolen aufsitzt. Die Fresken an der Brüstung der Empore hat 1752 Franz Martin Kuen eingefügt. Auf dem Altarretabel des Hochaltars sind Gordianus und Epimachus dargestellt. Die Deckenmalerei hat 1922 Anton Niedermaier gestaltet. Von einer Kartusche wird ein Gemälde von 1720 mit der Krönung Mariens gerahmt.